# Ganaspis mundata
Ganaspis mundata är en stekelart som beskrevs av Förster 1869. Ganaspis mundata ingår i släktet Ganaspis, och familjen glattsteklar. Arten är reproducerande i Sverige.